# جبيب
جبيب إحدى قرى اللجاة تتبع لمحافظة السويداء في سوريا و تقع على حدود محافظة درعا ، تجاورها من الشمال قرية أم ولد التابعة لمحافظة درعا و من الغرب قرية المسيفرة أما من الشرق تتجاور مع قرية كناكر ( السويداء )و من الجنوب خربا ( السويداء ) .

## وصلات إضافية
- موقع الاستعلام الإلكتروني للخدمات الحكومية
- السويداء نسخة محفوظة 25 فبراير 2009 على موقع واي باك مشين.
- موقع السويداء نت نسخة محفوظة 6 مايو 2012 على موقع واي باك مشين.
- موقع السويداء
- موقع شبكة السويداء نسخة محفوظة 23 أبريل 2012 على موقع واي باك مشين.